# Gray's Anatomy
Ne doit pas être confondu avec Grey's Anatomy.
Cet article concerne le livre d'anatomie. Pour les autres significations, voir Gray's Anatomy (homonymie).

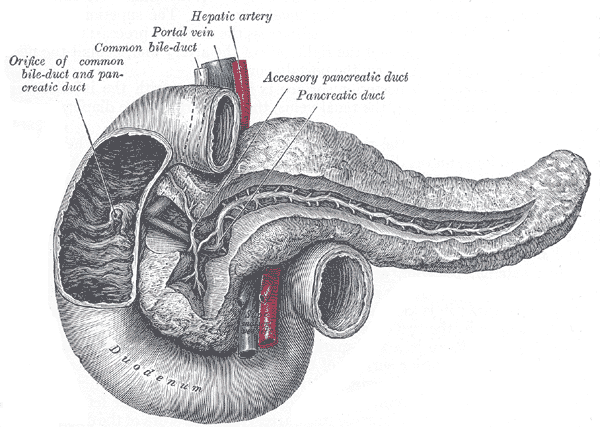
Une illustration de l'édition de 1918.

Gray's Anatomy (initialement Anatomy, Descriptive and Surgical) est un livre écrit par Henry Gray (1827 - 1861) et illustré par Henry Vandyke Carter (1831 - 1897), considéré comme un classique de l'anatomie humaine.
La première édition est publiée en 1858 et depuis l'ouvrage est régulièrement révisé. La quarante-et-unième et dernière édition, sous la direction de Susan Standring, est parue en 2015. Ce livre, longtemps inédit en France, vise l'anatomie systémique. Il est particulièrement populaire parmi les étudiants de Grande-Bretagne et d'Amérique. Gray's Anatomy prête plus attention aux applications chirurgicales de l'anatomie qu'au côté scientifique et morphologique.

## Culture populaire
- Dans le film La Famille Adams (1991), la mère s'y réfère pour préparer ses repas.
- Le titre de la série télévisée américaine Grey's Anatomy est inspiré de cet ouvrage.
- Dans la série Doctor House (saison 2, épisode 18), le Dr House se sert de l'ouvrage en guise d'oreiller.
- Dans le film Diana (2013), la princesse le lit après avoir rencontré le Dr Khan.
- Dans le roman Inferno de Dan Brown (2013), le personnage de la doctoresse anglaise Sienna Brooks, qui fut une enfant surdouée au QI de 208, le lisait à l'âge de 8 ans.
- Dans la série The Walking Dead (saison 6), l'apprentie chirurgienne, anciennement psychiatre, le lit et tente de sauver un patient en s'y référant.
- Dans la série La Petite Maison dans la prairie, Mme Olson reproche au docteur du village d'avoir de drôles de lecture en le feuilletant.
- Jean-Michel Basquiat s'inspira de cet ouvrage tout au long de sa carrière, l'ayant découvert lors de son hospitalisation à l'âge de 7 ans[2].
- Dans la série Buffy contre les Vampires (saison 2, épisode 2), Willow trouve le livre dans le casier d'un élève suspecté de déterrer des corps.
- Dans le livre La Cloche de détresse de Sylvia Plath, Esther la narratrice découvre le livre dans la chambre de Buddy lorsqu'elle passe un week-end avec lui pour découvrir les aspects intéressants de la vie d'un hôpital.